# Trstje
Trstje je naseljeno mjesto u sastavu općine Tuzla, Federacija Bosne i Hercegovine, BiH.

## Uprava
Infrastrukturno Trstje pripada Gornjoj Lipnici, ali pripada župi Breške. Župnu infrastrukturu čini grobljanska kapela.
God. 1986. od prostranog teritorija župe Breške osnovane su dvije nove: Drijenča i Dragunja, a jedan je dio pripao župi Šikari. Brežačku župu sada tvore sljedeća naselja: Breške, Dokanj, Hrvatska Obodnica, Tisovac i Trstje.

## Stanovništvo
Prema podacima iz 2001. godine u župi Breške imala je 742 katoličke obitelji, a u Trstju je bilo 66 katoličke obitelji s 203 katolika.